# Lenifusus elongatus
Lenifusus elongatus (nomeada, em inglêsː elongate melongena) é uma espécie de gastrópode marinho, costeiro e predador, pertencente à família Melongenidae, na subclasse Caenogastropoda e ordem Neogastropoda. Foi classificada por Jean-Baptiste de Lamarck com a denominação de Pyrula elongata, em 1822, na obra Histoire naturelle des animaux sans vertèbres, présentant les caractères généraux et particuliers de ces animaux, leur distribution, leurs classes, leurs familles, leurs genres, et la citation des principales espèces qui s'y rapportent; précédée d'une introduction offrant la détermination des caractères essentiels de l'animal, sa distinction du végétal et des autres corps naturel; enfin, l'exposition des principes fondamentaux de la zoologie. Tome septième; e sua distribuição geográfica se situa na zona nerítica do oeste do oceano Pacífico e leste do oceano Índico, ao redor do Vietnã até o mar da China Oriental e Japão. É a única espécie do gênero Lenifusus (táxon monotípico), proposto por Aart Marinus Dekkers, em 2018, no texto "Two new genera in the family Melongenidae from the Indo-Pacific and comments on the identity of Hemifusus zhangyii Kosuge, 2008 and Pyrula elongata Lamarck, 1822 (Gastropoda, Neogastropoda: Buccinoidea)"; publicado em Gloria Maris. 57(2), páginas 40-50.

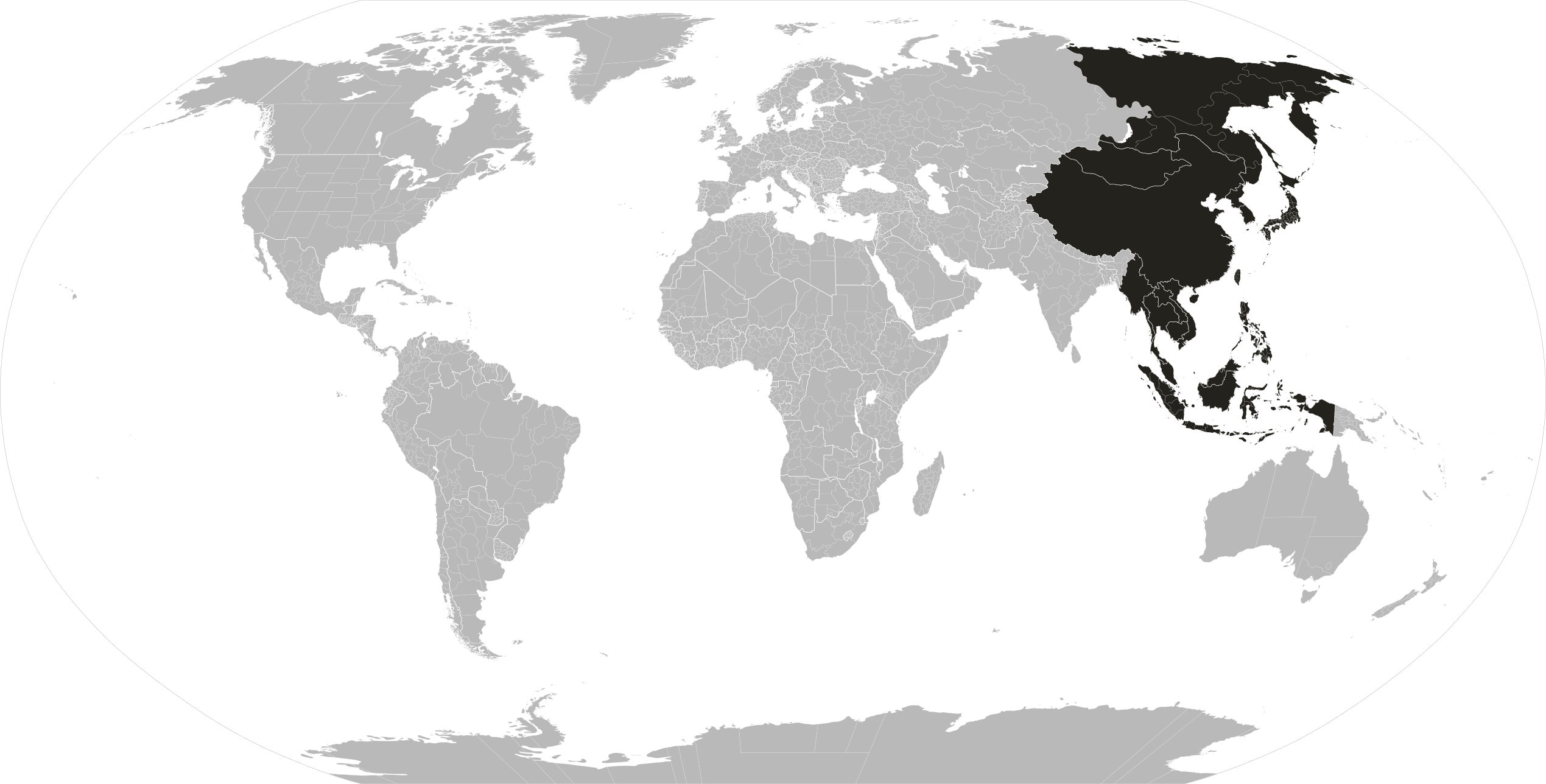
A distribuição geográfica da espécie de L. elongatus vai do Vietnã até o mar da China Oriental e Japão, no Extremo Oriente (imagem).

## Descrição da concha
Sua concha é piriforme e alongada, com paredes grossas e com menos de 15 centímetros de comprimento; com espiral moderadamente alta e protoconcha pequena. Voltas moldadas por uma escultura de relevos em dobras ou quase lisa (a denominação Lenifusus tem seu início derivado de "lenis"ː significado latino para "suave" ou "brando") e com superfície levemente estriada. Abertura pouco ampla, dotada de lábio externo fino e cujo opérculo não lhe fecha totalmente a entrada. O canal sifonal é longo e a columela sem pregas. Sua coloração vai de tons castanhos claros a escuros.

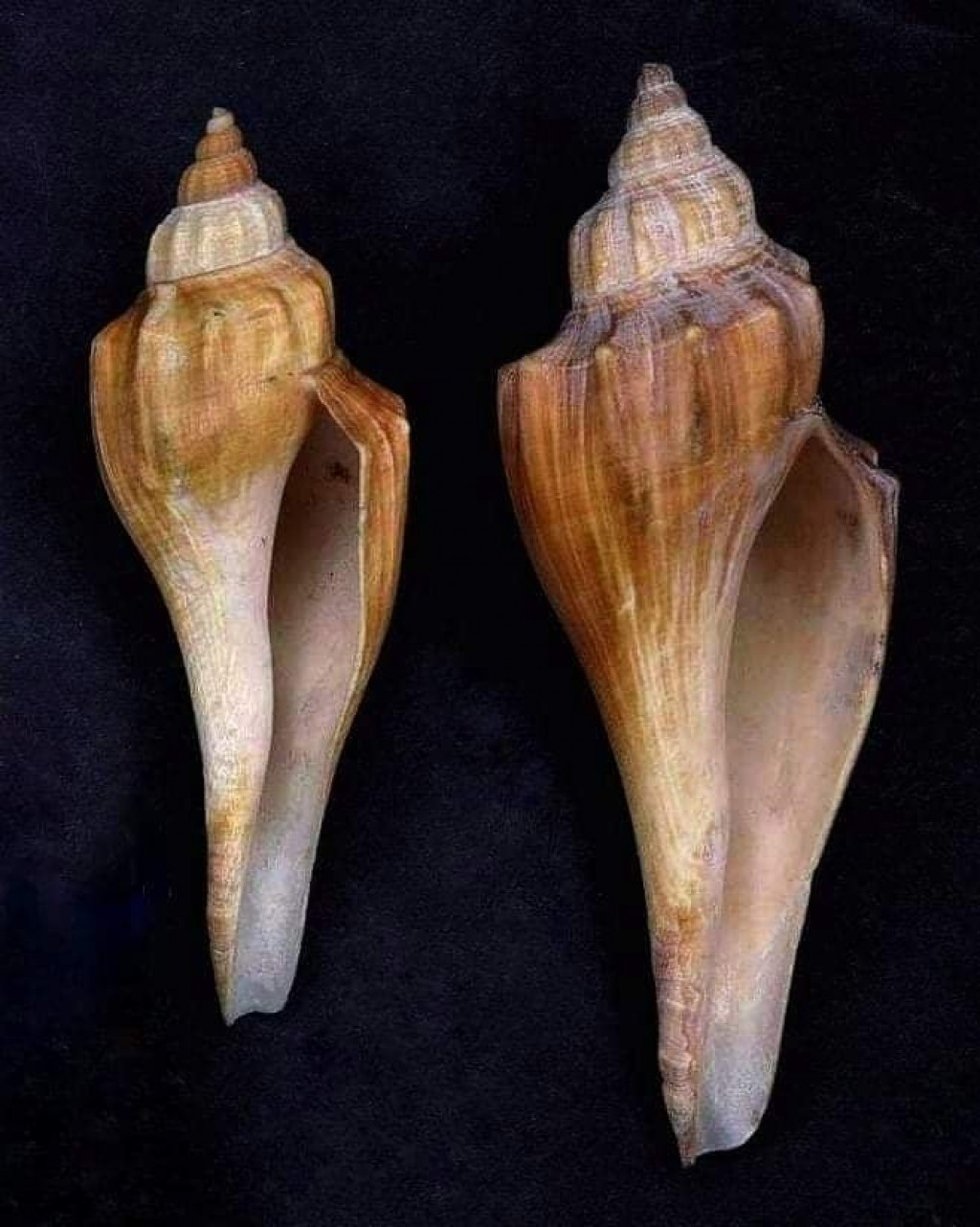
Duas conchas da espécie L. elongatus, em vista inferior; espécimes da coleção do Museu de História Natural de Leiden (o espécime de maiores dimensões no início deste verbete).

## Habitat e distribuição geográfica
Lenifusus elongatus habita a zona nerítica do oeste do oceano Pacífico e leste do oceano Índico, ao redor do Vietnã até o mar da China Oriental e Japão, aos 20 ou 25 metros de profundidade, em bentos lodosos ou lodoso-arenosos.